# Murdoc Niccals
Murdoc Faust Niccals (født Murdoc Alphonce Niccals 6. juni 1966) er en fiktiv britisk bassist og musiker, som er leder af Gorillaz. Han blev skabt af  sanger Damon Albarn, og kunstner Jamie Hewlett og stemmelagt af Phil Cornwell. Han optrådte først i Tomorrow Comes Today (2000). I 2018 blev han sendt i fængsel og var ikke med i bandets sjette album.

## Baggrund og tidligere liv
Murdoc Alphonce Niccals blev født den 6. juni 1966. Han arbejdede tidligere i et teater sammen med sin far Sebastian Jacob Niccals. Murdoc havde det hverken godt i skolen eller hos sin familie. Hans far tvang ham til at danse i teateret for at tjene penge, hans bror Hannibal Niccals brækkede hans næse og i skolen blev han mobbet. Da Murdoc blev teenager begyndte han at interessere sig for satanisme, han indgik en aftale med en djævelen. Han ændrede sit mellemnavn fra Alphonce til Faust. Efter at have skiftet sit mellemnavn, blev han berømt musiker og fik sin bass. I 1997 lavede han en indbrud i "Uncle Norm's Organ Emporium" som mødte den 19 år Stuart Pot. Efter Murdoc lavede indbrud tog han Stuart og senere blev de gode venner, han gav ham kaldenavn 2-D. Murdoc havde kidnappet den amerikansk trommeslager Russel Hobbs som har slutte sig til til band. Den første guitar Paula Cracker som er 2-D's kæreste, hun slutte sig til band, men nogen månede senere blev hun smidt ud, hun blev smidt ud fordi Russel havde fundet Murdoc og Paula på Kong Studio toilet hvor de havde sex sammen. Russel brækket Murdocs næse otte gange og Paula blev smidt ud af bandet. Efter Paula blev smidt ud, blev hun erstatte af den japanske guitar Noodle.

## Karakter
Murdoc er baseret på den unge basguitarist Keith Richards fra The Rolling Stones, Victor Frankenstein, og Creeper fra Scooby Doo. Han er grøn og har et omvendt kors. Hans næse er misformet på grund af den mishandling, han blev udsat for som barn. Han har en lang lignende slange eller djævel til hans tunge. I mange sæsoner, blev hans øje ændret. I den første sæson var Murdoc's øjenfarve rød i den venstre side. I den anden sæson var hans øje helt gult. I den 5. sæson var hans øjenfarve grå i den venstre side. Og i den næste sæson, hans øjen var bare helt almindeligt. Hans krop er meget afskyelig og klamt og kan være en gang i mellem nøgen.

## Plastic Beach
I Plastic Beach byggede han en robot version af Noodle. Han blev en kaptajn i Plastic Beach og prøvede at stoppe den onde dæmon ved navn Boogieman.

## Now Now
I April måned blev han sendt i fængsel og var ikke med på bandets sjette album Now Now. Han blev erstatte af Ace, leder af "Gangreen Gang" fra Powerpuff Pigerne.Den 20. september vendte Murdoc tilbage til sit band og ses i Song Machine (2020).

## Album
- Gorillaz (2001)

- Demon Days (2005)

- Plastic Beach (2010)

- The Fall (2010)

- Humanz (2017)

- The Now Now (2018) Noter: Erstatte af Ace.

- Song Machine (2020)

## Ses også
Rise of the Ogre